# Клодава (Ґданський повіт)
Клодава (пол. Kłodawa, нім. Kladau) — село в Польщі, у гміні Тромбки-Великі Ґданського повіту Поморського воєводства.
Населення — 529 осіб (2011).
У 1975-1998 роках село належало до Гданського воєводства.

## Демографія
Демографічна структура станом на 31 березня 2011 року:
|          | Загалом | Допрацездатний вік | Працездатний вік | Постпрацездатний вік |
| -------- | ------- | ------------------ | ---------------- | -------------------- |
| Чоловіки | 260     | 55                 | 186              | 19                   |
| Жінки    | 269     | 63                 | 174              | 32                   |
| Разом    | 529     | 118                | 360              | 51                   |